# Liga Orașelor și Comunelor

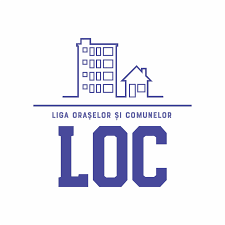

Liga Orașelor și Comunelor (LOC) este o formațiune politică din Republica Moldova constituită cu scopul de a reprezenta interesele comunităților locale: sate, comune, orașe și municipii.

### Istoric și constituire
Fondare: Partidul a fost înființat în cadrul Congresului de constituire desfășurat la 26 martie 2023, unde a fost prezentat ca „prima mișcare social-politică a satelor, comunelor, orașelor și municipiilor din Republica Moldova.
Conducere: La înființare, copreședinți LOC au fost aleși: Alexandru Bujorean – primarul orașului Leova, Constantin Cojocaru – primarul municipiului Edineț, Anatolie Dimitriu - fost președinte al raionului Ialoveni.